# 向拉斯维加斯学习
《向拉斯维加斯学习》（英語：Learning from Las Vegas）是罗伯特·文丘里、丹尼斯·斯科特·布朗和史蒂文·艾泽努尔于1972年出版的一本书。该书被翻译成18种语言，推动了后现代主义建筑的发展。

## 撰写
1968年3月，罗伯特·文丘里和丹尼斯·斯科特·布朗撰写并发表了《A&P停车场的意义，或向拉斯维加斯学习》（A Significance for A&P Parking Lots, or Learning from Las Vegas，发表于Architectural Forum，1968年3月）一文。第二年秋天，两人在耶鲁大学艺术与建筑学院为研究生建立了一个工作室，名为“向拉斯维加斯学习，或作为设计研究的形式分析”。
1968年，工作室的研究生艾泽努尔陪同他的高级导师同事文丘里和斯科特·布朗，与九名建筑学学生和四名规划与制图学生一起前往拉斯维加斯，研究其城市形态。
拉斯维加斯被认为是一个“非城市”（non-city），是一个“地带”（strip）的产物，沿途有停车场和赌场、酒店、教堂和酒吧的独特沿街立面。研究小组研究了这座城市的各个方面，包括商业俗语、照明、图案、风格和建筑中的象征意义。文丘里和斯科特·布朗为他们遇到的形式、记号和符号创建了分类法。两人的灵感来自于拉斯维加斯地带中对标志和符号的强调。其研究成果是一则对现代建筑的批评，最著名的是“鸭子”和“装饰棚屋”之间的比较。
“鸭子”代表了现代主义建筑的很大一部分，其形式和体积都颇具表现力。而“装饰棚屋”依赖的则是图像和符号。现代主义运动之前，几乎所有建筑都使用装饰来传达意义，通常有深刻意义，但也有时只是敷衍了事，例如中世纪商店的招牌。只有现代主义建筑避免这种装饰，仅依靠物质或结构元素来传达意义。作者认为，现代建筑，尤其是企业或政府建筑，因此变得沉闷而空虚。

## 反响
《向拉斯维加斯学习》一出版就引起了建筑界的轰动，进步评论家称赞它大胆控诉了现代主义，认为现状是亵渎的。20世纪70年代，年轻的美国建筑师之间出现了分歧：伊泽努尔、文丘里、羅伯特·斯坦恩、查尔斯·摩尔和艾伦·格林伯格作为“The Greys”，为这本书辩护；而理查·麥爾、彼得·艾森曼、约翰·海杜克和迈克尔·格雷夫斯则反对其前提假设，这些建筑师则被称为“The Whites”。当《进步建筑》（Progressive Architecture）等杂志发表文章引用其对年轻一代的影响时，它被与后现代主义相提并论。汤姆·沃尔夫（Tom Wolfe）的《从包豪斯到我们的豪斯》一书赞扬了文丘里、斯科特·布朗和艾泽努尔反对英雄现代主义的立场。

## 延伸阅读
- Vinegar, Aron. . MIT Press. 2008. ISBN 9780262220828.
- Vinegar, Aron; Golec, Michael J. (编). . University of Minnesota Press. 2009. ISBN 9780816650606.
- . Wall Street Journal. 2010-01-20  [2023-07-16]. （原始内容存档于2023-11-16）.
- Salomon, Stephanie; Kroeter, Steve. . Designers & Books. 19 December 2013  [6 July 2018]. （原始内容存档于2023-07-16）.
- . The New York Times. 22 December 2009  [6 July 2018]. （原始内容存档于2023-07-16）.